# 中津川市子ども科学館
中津川子ども科学館（なかつがわこどもかがくかん）は、岐阜県中津川市駒場の桃山公園にある科学館（子供科学館）。
1992年（平成4年）5月3日開館。

## 概要

### 1階
- 力の科学
- 光と影の科学
- 電気の科学
- ロボットコーナー
- 工作室
- 図書室
- 末松安晴[2]博士顕彰展示室
  - 世界初の光ファイバー通信の公開実験装置（レプリカ）

### 2階
- 音の科学
- プレイテーブル
- 多目的ホール
- ミニプラネタリウム
- 防災コーナー

## 所在地
- 岐阜県中津川市駒場1657-1

## 利用案内
- 開館時間：9：30～17：00
- 休館日：毎週月曜日（月曜日が休日の場合翌日）、年末年始（12月27日～1月5日）
- 入館料金：330円（中学生以下無料）
  - 中津川市内の博物館（中津川市鉱物博物館・東山魁夷 心の旅路館・中津川市中山道歴史資料館・中津川市苗木遠山史料館・熊谷榧つけちギャラリー）との共通の年間パスポートもある。

## 交通アクセス
- JR中央本線 中津川駅下車、徒歩で約20分。
- 中央自動車道 中津川ICより自動車で約10分。